# Dorothy DeLay
Dorothy DeLay (31 de marzo de 1917, Medicine Lodge, Kansas– † 24 de marzo de 2002, Nueva York) fue una célebre maestra de violin en varios conservatorios, especialmente la Juilliard School.
Enseñó en Juilliard, y Sarah Lawrence College, University of Cincinnati, New England Conservatory, Aspen Music Festival and School,etc.
Fundó el Stuyvesant Trio (1939-42).
En 1994 recibió la Medalla de las Artes y la Orden del Tesoro del Japón entre otras distinciones
Entre sus más famosos discípulos figuran Itzhak Perlman, Anne Akiko Meyers, Midori Goto, Sarah Chang, Cho-Liang Lin, Nadja Salerno-Sonnenberg, Nigel Kennedy, Shlomo Mintz, y Gil Shaham.
Dorothy DeLay murió de cancer en New York City. La sobreviven su esposo Edward Newhouse, hijos y nietos.